# Неговановци
Негова̀новци е село в Северозападна България. То се намира в община Ново село, област Видин.

## География
Негавановци се намира на 12 км северно от гр. Видин и на 12 км югоизточно от с. Ново село. Редовен автобусен транспорт до областния град и общинския център.
Релефът е хълмист, почвите са богати и песъкливи, а климатът е умерено-континентален. Голяма част от землището е разположена в север-северозападната част на Видинската низина.
Селото разполага с изключителен потенциал за развитие на земеделие и животновъдство. Основен отрасъл е растениевъдството, където са застъпени предимно зърнено-житни и маслодайни култури. Много важен стратегически отрасъл е лозарството и винарството.
На 2 км. от селото преминава река Дунав, подходяща за риболов и водни спортове.
Метеорологичната станция в местността Бачово предава данни онлайн в реално време на база стандартни измервания за основните метеорологични параметри: атмосферно налягане, температура, влажност, облачност, валеж, посока, скорост и пориви на вятъра.

### Местности
- Арап
- Бахчите
- Бачово
- Дялу
- Добри дол
- Край село
- Мирия
- Тулия

## История
Култовата пластика на тракийски конник от с. Неговановци постъпва през 1944 г. във фондовете на Историческия музей във Видин. Описана е като черна патина, с отчупени ляв крак и китки на ръцете, височина 13 см в изследването „Антична пластика от Видинския музей“ Й. Атанасова-Георгиева, Д. Митова-Джонова (ДИ „Септември“, 1985, стр. 114 – 115)
В околностите на селото се откриват множество артефакти от римско време, но задълбочени археологически разкопки не са правени.
За пръв път писмени сведения за село Неговановци, Видинско, се срещат в исторически извор от 1454 - 1455 г. Неговите 16 домакинства изплащали определен държавен данък от 2137 акчета на Орхан, син на Бейлу Хазър. Срещу този приход въпросният Орхан имал задължението да участва във военни походи, придружен от един слуга. През 1560 г. Негованофче със 7274 акчета участва в издръжката на Мехмед Челеби ефенди, дефтердар на имперската хазна. Размерът на плащанията е несигурен фактор за определяне растежа на селото, но съпоставяни с данни от други села, включени в хаса на същия притежател, като например село Филурдин (Флорентин) с данък от 1200 акчета, село Ясен – 1152 акчета, показват Неговановци като голямо село.
Независимо от драматичните преживявания на Видинско по време на войскови походи и войни на Портата в и близо до границите на областта, Неговановци е запазило своите жители и име. Името Неговановци е селищно име от лично име Негован и по структура означава „хората на Негован“. Очевидно това мъжко име е било твърде разпространено и продуктивно в миналото, щом и днес назоваваме връх Негован в Пирин, села в Софийско, Леринско, Лагадинско и др. Широко разпространение на името в западното българско езиково землище ни навежда на мисълта, че появата на Неговановци във Видинско може да е продукт на един мощен миграционен процес на населението от Средна – Западна (Софийско, Пернишко, Кюстендилско и по на запад), в Северозападна България (Видинско, Монтанско, Врачанско), станал далеч преди падането на България под османско владичество. Личното име Негован е отбелязано върху паметник от времето на хан Омуртаг (9 век) През 1955 г. възрастни хора твърдят, че селото датира отпреди 200 години и носи името на баба Няга – основателка на селото. Тя е дошла от Търновско, говорила само на български език. След нея идват и други българи. От Търновско се преселват Градинарови и Вързарови. Основателят на Вързарови – Димитър, идва около 1820 г. и работи като градинар. Тогава селото е наброявало 30 къщи. От село Медковица – Белоградчишко, идва Никола Пенчи. От Румъния – Кръстеви, Мирови, Митроеви, Каторг и др. Димитру Пътри идва от с. Калараш (Румъния). Преселниците от Влашко постепенно претопили заварените българи. Знае се, че до 1878 г. българите в Неговановци имали отделно гробище. По времето на Осман Пазвантоглу и неговите войни с Портата жителите на селото търсели спасение във Влашко, а по време на Видинското въстание от 1876 г. – в Сърбия и Румъния. По време на въстанието местните власи прибират част от изоставеното имущество в село Капитановци. Завърналите се от Сърбия през септември същата година неговански бежанци Стоян Динов, Йон Стоянов, Иван Тодоров, Димитър Кольов, Спас Кольов и др. разпознали свое имущество в складовете и подали жалба до видинското мютесарифство да им бъде върнато.
През 1952 г. Видинският музей извършва разкопки на могила в района на село Неговановци, използвана на два пъти като некропол – през римската епоха и Българското средновековие (XIV в.) Построяването на могилата не е свързано с откритите по нея погребения. Първата пръст, която е поставена при издигане на могилата, не съдържа нищо. Впоследствие на повърхността ѝ са извършени 7 погребения от римско време и 86 християнски погребения през XIV в. Ковчези не са открити. Гробните ями откъм главата, отстрани и над трупа са дъски.
В мъжките, женските и детските гробове е открит инвентар от парчета лито тъкан памучен плат със златни и сребърни нишки, сърмени гайтани, копчета, обеци, пръстени, огърлици от маниста, железни апликации от мъжки колани, железни токи и др. Въз основа на откритите предмети е направено първото у нас описание на българска женска и мъжка носия в Северозападна България през XIV в. Същевременно тя илюстрира облеклото на голяма част от гражданите на средновековния Бдин (Видин).
През 1880 г. 588 жители на селото определят себе си като власи, 70 – българи и 7 – евреи.
По време на колективизацията в селото е създадено ТКЗС „Седми ноември“, именувано в чест на Октомврийската революция. По време на Кулските събития през март 1951 г. ТКЗС-то е разтурено, но властите скоро го възстановяват принудително.
Храмът на селото е посветен на Света Троица. Храмовият празник се чества и като събор на селото.
В знак на почит и преклонение в храмовия двор признателните потомци са издигнали войнишки паметници на загиналите в: Балканската война 1912 г.-1913 г.; Втората световна война 1944 г.-1945 г.; битката при река Драва през Втората световна война 1944 г.-1945 г.

## Население
Преброяване на населението през 2011 г.
Численост и дял на етническите групи според преброяването на населението през 2011 г.:
|                     | Численост | Дял (в %) |
| Общо                | 598       | 100,00    |
| Българи             | 578       | 96,65     |
| Турци               | 0         | 0,00      |
| Цигани              | 0         | 0,00      |
| Други               | 7         | 1,17      |
| Не се самоопределят | 0         | 0,00      |
| Неотговорили        | 12        | 2,00      |

## Поминък

### Лозарство и винарство
Лозовите насаждения за производство на вино в района са със защитено географско указание (ЗГУ) Дунавска равнина. Умерено-континенталният климат със сухо, горещото лято, равнинният терен с хълмове и плата, песъкливите почви, както и традициите, определят особеностите и характеристиките на произвежданите вина.
Характерен сорт е гъмзата (известен още с наименованието Кадарка), отглеждан в България от стари времена. От гроздето се получават червени трапезни и десертни вина, които са плътни, пивки и хармонични, но са променливи като качество, в зависимост от мястото и реколтата.
Сред лозята ще намерите, както местните гъмза и рубин, така и мерло и каберне фран, а от белите – совиньон блан, семийон и траминер.
Местните вина са характерни с елегантния, фин и деликатно плодов стил, а гъмзата – чиста, ефирна и гладка, свежа и фина, семпла и ефектна, великолепно проявление на този нелесен за отглеждане сорт.
Винарска изба Dos alamos – „Двете тополи“.

## Носия
Характерна е украса на главите на жените, която се нарича „конч“ с пришита отзад „кърпа де бурунджук“. Кончът се дава от майката на дъщерята и е знак, че вече има ново семейство в селото, а по различните накити върху тази своеобразна корона се съди колко са заможни.
Ризите и на мъже, и на жени са с червени конци и се наричат „къмаше ку иглица“. Поясът на мъжете се нарича „бете“.
При жените задната престилка се нарича „фуста абатърняскъ“, а предните тъкани престилки носят името „шорц ку задруга“.

## Обществени институции
В Неговановци има основно училище „Св. св. Кирил и Методий“ (открито през 1890 г., понастоящем нефункциониращо) и Целодневна детска градина „Зорница“.
Народно читалище „Светлина – 1928 г.“ води активна просветителна и обществена дейност, запазва и развива традициите и обичаите на местното население и се реализира като център на културния и духовен живот.

## Редовни събития
- Празник на носията – самодейци и читалища показват автентични носии от своите населени места. Дефилират момичета и жени, момчета и мъже, облечени в носии, извадени от старите ракли. Те са изработени преди много години от майки, баби и прабаби и носят характерния местен колорит. Жури от специалисти от Видин оценява най-интересните и автентични носии. За отличените са предвидени първа, втора и трета награди, както за най-малкия и най-възрастния участник.

## Личности
- Исай Ангелов Иванов – народен представител в XXI обикновено народно събрание. Роден на 9 май 1875 г. в с. Неговановци, починал на 28 февруари 1950 г.[6];
- Красимир Станев (1955 – 2010) – народен певец, солист на ОНМ на БНР, диригент и педагог.